# Liste des parcs d'État de l'Arkansas

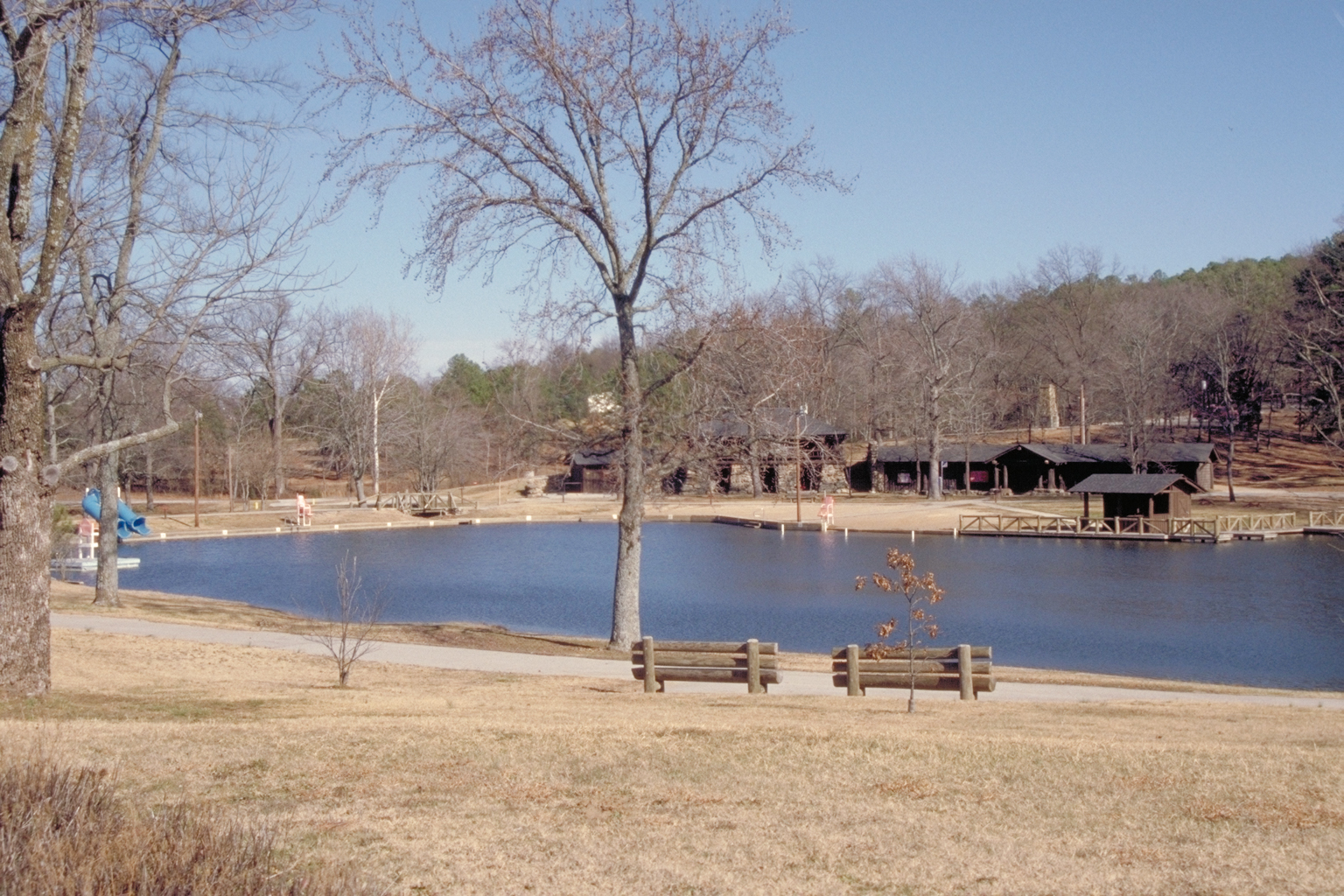
Crowley's Ridge

Liste des parcs d'État de l'Arkansas aux États-Unis d'Amérique par ordre alphabétique. Ils sont gérés par l'Arkansas Department of Parks and Tourism.
- Arborétum du sud de l'Arkansas
- Musée d'agriculture de plantation de l'Arkansas
- Musée des ressources naturelles de l'Arkansas
- Musée de la Poste de l'Arkansas
- Bull Shoals-White River
- Cane Creek
- Conway Cemetery
- Cossatot River
- Crater of Diamonds
- Crowley's Ridge
- Daisy
- DeGray Lake Resort
- Delta Heritage Trail
- Devil's Den
- Hampson
- Herman Davis
- Hobbs
- Jacksonport
- Jenkins' Ferry
- Lake Catherine
- Lake Charles
- Lake Chicot
- Lake Dardanelle
- Lake Fort Smith
- Lake Frierson
- Lake Ouachita
- Lake Poinsett
- Logoly
- Louisiana Purchase
- Lower White River
- Mammoth Spring
- Marks' Mills
- Millwood
- Moro Bay
- Mount Magazine
- Mount Nebo
- Old Davidsonville
- Old Washington
- Ozark Folk Center
- Parkin
- Petit Jean
- Pinnacle Mountain
- Poison Spring
- Powhatan Courthouse
- Prairie Grove Battlefield
- Queen Wilhelmina
- Toltec Mounds
- Village Creek
- White Oak Lake
- Withrow Springs
- Woolly Hollow